# ハイドパーク (バーモント州)
ハイドパーク（英: Hyde Park）は、アメリカ合衆国バーモント州の町。ラモイル郡の郡庁所在地である。町名は土地所有者のジェデディア・ハイド大尉にちなんで名付けられた。人口は3,022人（2022年推計）。町内には同じくハイドパークと名付けられたビレッジもあり、国勢調査指定地域となっている。

## 地理
アメリカ合衆国国勢調査局に拠れば、市域全面積は39.0平方マイル (101.0 km2)であり、このうち陸地37.9平方マイル (98.1 km2)、水域は1.1平方マイル (2.9 km2)で水域率は2.87%である。州内では北中部に位置し、郡内では南に隣接するモリスタウンの方が人口が多い（2010年で5,227人）。町内をバーモント州道15号線と同100号線が通っている。

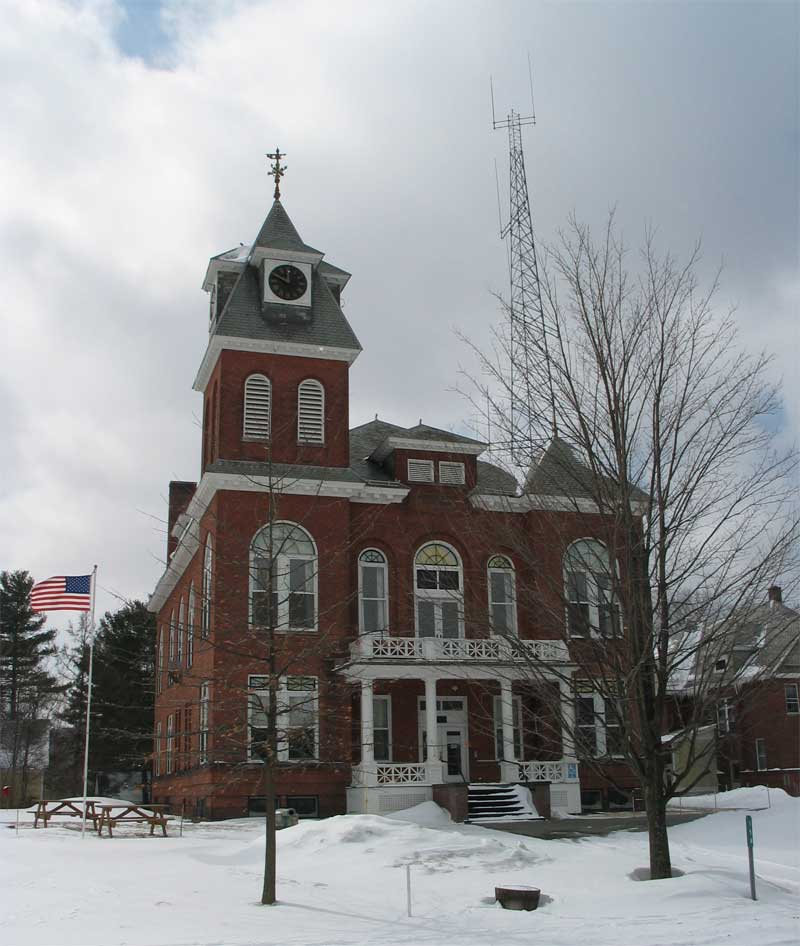
町内にあるラモイル郡庁舎

## 人口動態
以下は2000年国勢調査による人口統計データである。
| 基礎データ - 人口: 2,847 人 - 世帯数: 1,138 世帯 - 家族数: 780 家族 - 人口密度: 29.0人/km2（75.2 人/mi2） - 住居数: 1,220 軒 - 住居密度: 12.4軒/km2（32.2 軒/mi2） 人種別人口構成 - 白人: 97.75% - アフリカン・アメリカン: 0.53% - ネイティブ・アメリカン: 0.53% - アジア人: 0.39% - 混血: 0.81% - ヒスパニック・ラテン系: 0.77% 年齢別人口構成 - 18歳未満: 24.7% - 18-24歳: 7.3% - 25-44歳: 28.7% - 45-64歳: 26.7% - 65歳以上: 12.5% - 年齢の中央値: 38歳 - 性比（女性100人あたり男性の人口） - 総人口: 98.4 - 18歳以上: 96.2 | 世帯と家族（対世帯数） - 18歳未満の子供がいる: 31.7% - 結婚・同居している夫婦: 53.7% - 未婚・離婚・死別女性が世帯主: 9.3% - 非家族世帯: 31.43% - 単身世帯: 24.4% - 65歳以上の老人1人暮らし: 9.5% - 平均構成人数 - 世帯: 2.49人 - 家族: 2.92人 収入と家計 - 収入の中央値 - 世帯: 38,650米ドル - 家族: 44,185米ドル - 性別 - 男性: 30,000米ドル - 女性: 25,304米ドル - 人口1人あたり収入: 20,293米ドル - 貧困線以下 - 対人口: 5.8% - 対家族数: 3.2% - 18歳未満: 4.4% - 65歳以上: 7.1% |